# Mauterndorf
Mauterndorf – gmina targowa w Austrii, w kraju związkowym Salzburg, w powiecie Tamsweg. Według Austriackiego Urzędu Statystycznego liczyła 1709 mieszkańców (1 stycznia 2015).

## Współpraca
Miejscowość partnerska:
- Cadolzburg, Niemcy